# D20 System
Het d20 System is een aantal spelregels voor rollenspellen, ontwikkeld is door Wizards of the Coast voor de derde editie van het spel Dungeons & Dragons uit 2000. De regels zijn daarna vrij beschikbaar gemaakt voor gebruik door andere uitgevers, en daardoor gebruikt in veel verschillende spellen in allerlei genres. De naam van het systeem verwijst naar de twintigzijdige dobbelsteen die erin veelvuldig gebruikt wordt.

## Werking

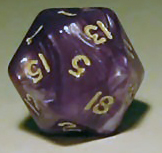
De d20; een 20-zijdige dobbelsteen.

De basis van het d20 System is de worp met een twintigzijdige dobbelsteen, een d20 genaamd, om te bepalen of een actie die een karakter wil ondernemen, slaagt of mislukt. De voorgenomen actie heeft een Difficulty Class (Moeilijkheidsklasse, of DC) die door de spelregels bepaald wordt, en aangeeft hoe moeilijk de actie is. Als de worp van de dobbelsteen gelijk is aan, of hoger dan, de Difficulty Class, lukt de actie. Over het algemeen worden bij de worp zogenaamde modifiers (aanpassingen) opgeteld, die vooral voortkomen uit de vaardigheden en uitrusting van het karakter dat de actie onderneemt, maar ook uit andere omstandigheden. Positieve modifiers (+1, +2, enz.) maken de actie makkelijker, negatieve (−1, −2, enz.) maken hem moeilijker.
Wanneer twee karakters rechtstreeks tegen elkaar in gaan (bijvoorbeeld armworstelen) gooien beide een d20 en tellen er hun modifiers bij op; de hoogste worp van de twee wint.
Als de worp 1 is, voordat de modifiers erbij opgeteld worden, is de taak automatisch mislukt. Daar staat tegenover dat een worp van 20 altijd aangeeft dat de actie lukt.

### Voordelen
De voordelen van het d20 System liggen vooral op het vlak van standaardisatie: omdat verschillende spellen dezelfde spelregels gebruiken, is het voor spelers makkelijk om om te schakelen naar een ander spel of een andere setting, zonder daarbij compleet nieuwe spelregels te moeten leren. Ook binnen de d20 System-spelregels is er standaardisatie, in dat alle taken op dezelfde manier worden uitgevoerd, in tegenstelling tot sommige andere regelsystemen waarin vergelijkbare acties soms via geheel andere regels afgehandeld worden.
Een ander voordeel is dat de regels van het d20 System, onder meer door het vele gebruik, ondertussen goed getest zijn. Dit maakt ze een goede keuze voor uitgevers van nieuwe spellen, omdat het betekent dat zulke spellen veel minder getest hoeven te worden — bij een spel met een geheel nieuw regelsysteem moet dit altijd uitvoerig getest worden om te zorgen dat het ook goed werkt, wat bij gebruik van het d20 System grotendeels onnodig is.

### Nadelen
De standaardisatie van het d20 System heeft als nadeel dat het daardoor vaak gebruikt wordt voor spellen die misschien beter af zouden zijn met een eigen, uniek regelsysteem dat beter op hun setting is toegespitst. Het d20 System is origineel ontwikkeld voor een fantasysetting, maar wordt zonder noemenswaardige wijzigingen toegepast voor alles van sciencefiction tot horror tot spellen in de moderne wereld, en nog veel meer. Het resultaat is dat veel van deze spellen aanvoelen als fantasy in een ander jasje, in plaats van als een spel in het bedoelde genre — een goed voorbeeld is de d20-versie van Deadlands, dat vaak omschreven werd als "D&D met Cowboys".
Het d20 System "schaalt" verder slecht — dat wil zeggen dat bij acties waarbij de Difficulty Class erg hoog of erg laag is, of waarbij de modifiers van de twee betrokken partijen sterk van elkaar verschillen, de uitkomst feitelijk al van tevoren vast ligt omdat het erg onwaarschijnlijk is dat de worp zal slagen, dan wel mislukken.